# Olax triplinervia
Olax triplinervia är en tvåhjärtbladig växtart som beskrevs av Oliver. Olax triplinervia ingår i släktet Olax och familjen Olacaceae. Inga underarter finns listade i Catalogue of Life.